# Neuville-sur-Saône
Neuville-sur-Saône là một xã thuộc tỉnh Rhône trong vùng Rhône-Alpes phía đông nước Pháp. Xã này nằm ở khu vực có độ cao từ 168-310 mét trên mực nước biển.

## Các xã xung quanh

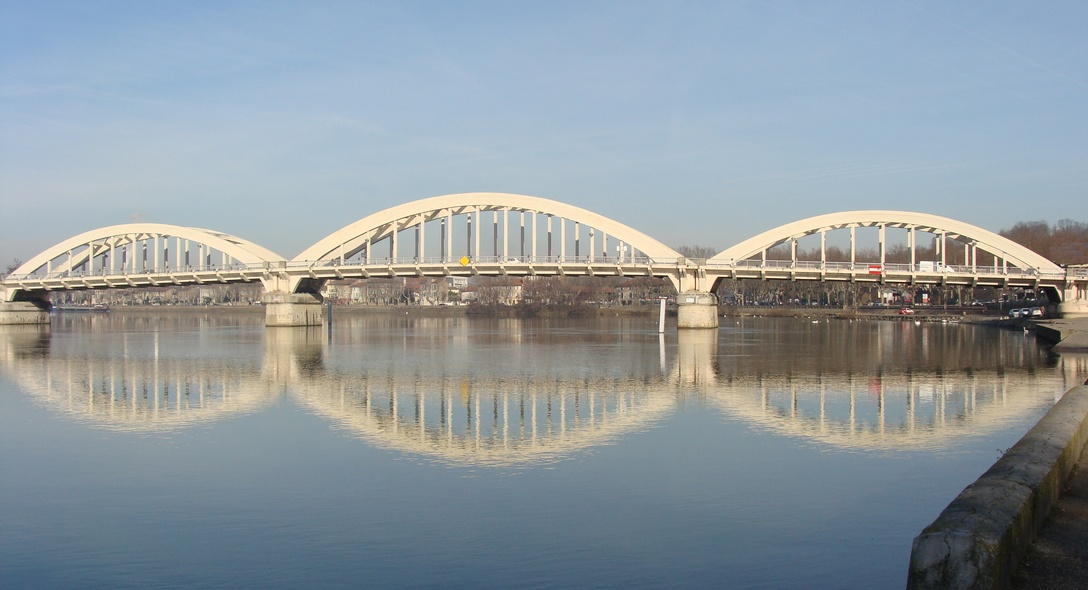
Cầu Neuville bắc qua sông Saône

- Genay
- Montanay
- Fleurieu-sur-Saône
- Albigny-sur-Saône

## Người địa phương nổi tiếng
- Jacques Chauviré, tiểu thuyết gia
- André Latreille, nhà lịch sử.